# L·l
La ele geminada (en catalán, ela geminada), escrita l·l, es un grupo de caracteres del idioma catalán conformado por dos eles intercaladas por un punto medio (punt volat) y que representa el sonido (siempre intervocálico) de una ele doble o ele prolongada, pronunciada en dos sílabas diferentes; en realidad se trata de dos sonidos: [ɫ.ɫ], que en el AFI también se pueden representar como [ɫː]. Este signo también se usa en belsetano, una variedad dialectal del aragonés, y en las transcripciones del coreano.
La introducción del punto medio (también llamado punto alzado) fue prescrita, a propuesta de Antoni Maria Alcover, por la regla número 7 de las Normes ortogràfiques de 1913 aprobadas por el Institut d'Estudis Catalans. Tenía cierta extensión de uso a comienzos del siglo XX, y en Baleares ya en el siglo XIX. Su finalidad es diferenciar este grupo de letras respecto del dígrafo ll, que representa el fonema lateral palatal /ʎ/. Aunque a veces el signo l·l ha sido calificado de dígrafo, en puridad no lo es, ya que este grupo de letras no representa un solo fonema, sino dos fonemas heterosilábicos (si bien iguales). De aquí que el esbozo de la nueva gramática normativa del IEC diga que es un «grupo de letras modificado» y no lo incluya en la lista de dígrafos del catalán.
El signo l·l se aplica, sobre todo, en aquellos cultismos procedentes del latín o del griego que ya tenían doble ele (por ejemplo: pel·lícula, novel·la, col·laborar, goril·la, intel·ligència, pàl·lida, excel·lència, il·luminar, metàl·lic...), y también en el sufijo diminutivo -el·lo (y variantes). Ahora bien, en catalán, el sonido de la ele geminada o prolongada no es exclusivo de este signo, sino que también se encuentra en palabras patrimoniales con tl, como ametla, batle, espatla, etc.
Su pronunciación se ha relajado mucho y se han castellanizado las palabras en las que se utilizaba, a excepción del balear, donde es fuerte y característico, y donde se denomina parlar bleda al hecho de dejar de pronunciarlo. Las Normas del Puig rechazan el signo l·l, si bien no es cierto que en el valenciano no se pronuncie la ele doble o, al menos, no en menor medida que en el catalán oriental central.
La escritura correcta de la ele geminada exige el uso del punto medio (·) entre las dos eles, que está incluido en el teclado español en la tecla del 3. Las escrituras "l.l" o "l-l" se consideran incorrectas. En informática, podría utilizarse el carácter unicode Ŀ (U+013F representado &#319; en HTML) para la mayúscula y ŀ (U+0140 representado &#320; en HTML) para la minúscula; aun así, la dificultad de usar estos caracteres hace que sea preferible el uso del carácter "·" (U+00B7 representado &#183; o &middot; en HTML) entre dos eles. En cambio, se considera incorrecto el uso del carácter • (U+2022 &#8226; o &bull; en HTML), ya que se considera poco estético y está reservado a la función de separador de listas.
Según la normativa ortográfica, en caso de haberse de dividir una palabra en dos líneas diferentes, el guion se coloca en sustitución del punto.

## Historia

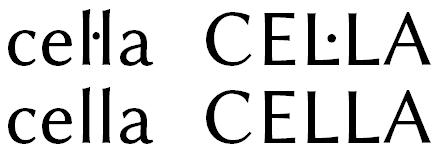
Ejemplo que muestra la función diacrítica de la ele geminada entre las palabras "cel·la" (celda) y "cella" (ceja).

En catalán antiguo se usaba la grafía ⟨ll⟩ para representar el sonido de la ele geminada, y posteriormente el fonema lateral palatal /ʎ/, inexistente en latín. Para evitar confusión, comenzaron a separarse las eles en la doble ele usando un guion, y a influencia del castellano fue surgiendo la tendencia de sustituir la ele geminada en ele simple, primero en la lengua hablada y finalmente por escrito.
El Instituto de Estudios Catalanes decidió que sería conveniente recuperar la doble ele etimológica, por corresponder más genuinamente con la pronunciación más común y para facilitar la intercomprensión entre con otras lenguas. Por tanto, debía quedar diferenciada la grafía de la ele geminada de la ele palatal para evitar confusión en la pronunciación. Pompeu Fabra rechazó la grafía con guion ⟨l-l⟩, por dar la apariencia de convertir las palabras en palabras compuestas. Mosén Antoni M. Alcover, a favor de diferenciar los fonemas propuso al IEC la grafía de la ele geminada actual ⟨l·l⟩, con el punto medio (punt volat) como marca diacrítica.
Esta norma, en principio provisional, se convirtió en definitiva, pues nunca se convino en representrar /ʎ/ con una grafía distinta de ⟨ll⟩ (dígrafo considerado, por algunos, de influencia castellana), como habrían podido ser ⟨ł⟩ y ⟨ył⟩ (como había propuesto Fabra inicialmente; si bien, en ese momento, esas grafías eran tipográficamente complicadas), o bien ⟨yl⟩ (que, invirtiendo las letras, sería ⟨ly⟩, paralelo a ⟨ny⟩, como proponía Melchor Casas en 1903) o, incluso, ⟨lh⟩ (como en occitano y en portugués). El cambio no se hizo, entre otras razones, porque se habría topado con mucha oposición en, por ejemplo, en todos los nombres propios que, como Llucmajor, Llucia o Lledó, empiezan por ⟨ll⟩ y que habrían tenido que cambiar de grafía, y porque, sin embargo, la inercia de la escuela en castellano habría forzado la lectura con /ʎ/ de las palabras escritos con ⟨ll⟩ etimológica.

## Tipografia

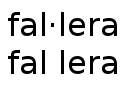
Espacio excesivo en la ele geminada, comparable a la separación entre palabras. Familia tipográfica Open Sans.

Según Pompeu Fabra, «las dos eles que representan una doble eles deben ir bien juntas, casi tanto como las dos eles que componen la ll». Fabra propugnaba el uso de una sola pieza tipográfica para componer los tres signos, porque haciéndolo con tres piezas la distancia entre las dos l resulta demasiado grande. En la década de 1920, ya se incluía la ele geminada de una sola pieza en las matrices tipográficas fabricadas en o para Cataluña
Algunos fabricantes de máquinas de escribir, como Olivetti, incluyeron al teclado una tecla, ⟨·l⟩ o ⟨l·⟩, que permitía, junto con una ele estándar adicional, aproximarse a los requisitos tipográficos de Fabra para a escribir la ele geminada.
Al ser un endemismo tan concreto, muchas tipografías digitales incumplen los requisitos tipográficos de la ele geminada. De su uso se obtienen textos en los que el ritmo entre espacios y palabras se ve alterado por el excesivo espacio entre las eles de la ele geminada.
Algunas familias tipográficas digitales, sin embargo, son específicamente respetuosas con los requisitos de la ele geminada. Ejemplo de la familia Farrerons Serif, de Josep Patau y Linux Libertine G, de Németh László.

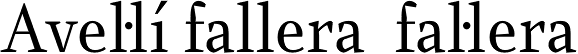
Aspecto adecuado de la ele geminada. Familia tipográfica Farrerons Serif.